# Áfytos
Áfytos, en grec moderne : Άφυτος, ou Áthytos (Άθυτος) est un village du dème de Kassándra, Macédoine-Centrale en Grèce.
Selon le recensement de 2011, la population du village s'élève à 1 273 habitants.